# يان كريستيانسن (لاعب كرة قدم)
يان كريستيانسن (بالدنماركية: Jan Kristiansen)‏ هو لاعب كرة قدم دنماركي، ولد في 4 أغسطس 1981 في Ølgod Municipality ‏ في الدنمارك. شارك مع منتخب الدنمارك تحت 19 سنة لكرة القدم ومنتخب الدنمارك تحت 21 سنة لكرة القدم ومنتخب الدنمارك لكرة القدم. أما مع النوادي، فقد لعب مع نادي إيسبيرغ ونادي بروندبي ونادي نورنبرغ.

## مسيرته الكروية
لعب يان كريستيانسن خلال مسيرته الاحترافية مع 5 أندية في ثمانية عشر موسمًا وسجل خلالها 66 هدفًا ضمن 439 مباراة. حيث فاز في موسم واحد بالكأس ولم يفز بأي دوري.
خاض يان كريستيانسن مسيرته مع نادي إيسبيرغ في موسم 1999–00 ليلعب معه سبعة مواسم، مشاركًا في 177 مباراة سجل خلالها 48 هدفًا. ثم انتقل إلى نادي نورنبرغ في موسم 2005–06 واستمر معه طيلة ثلاثة مواسم، حيث شارك في 47 مباراة ولم يسجل أي هدف. لينتقل بعدها إلى نادي بروندبي في موسم 2008–09 ليلعب معه خمسة مواسم، مشاركًا في 131 مباراة سجل خلالها 14 هدفًا. ثم انتقل إلى فيستزيلند ‏ في موسم 2013–14 ولمدة موسمين، مشاركًا في 56 مباراة سجل خلالها هدفًا واحدًا. هذا وانتقل لاحقًا إلى FC Roskilde ‏ في موسم 2015–16 لمدة موسم واحد، مشاركًا في 28 مباراة سجل خلالها 3 أهداف.

## وصلات خارجية
- يان كريستيانسن على موقع قاعدة بيانات كرة القدم.إي يو (الإنجليزية)
- يان كريستيانسن على موقع بيانات كرة القدم. دي إي (الألمانية)
- يان كريستيانسن على موقع ناشيونال فوتبول تيمز (الإنجليزية)
- يان كريستيانسن على موقع Soccerway.com (الإنجليزية)
- يان كريستيانسن على موقع عالم كرة القدم.نت (الإنجليزية)